# Giuseppe Campari
Giuseppe Campari (8. června 1892 Graffignana – 10. září 1933 Monza) byl italský automobilový závodník, který přes 20 let závodil na vozech Alfa Romeo, ale také byl známým operním zpěvákem. Třikrát vyhrál italský šampionát závodních vozů (1928-9, 1931) a v mistrovství Evropy jezdců Grand Prix obsadil v roce 1931 2. místo.

## Životopis
Narodil se v malém městečku Graffignana u Lodi v regionu Lombardie jihozápadně od Milána. Na jednom z milánských předměstí si otevřel malou dílnu, ale v roce 1912 ji pak zavřel a začal pracovat ve společnosti Alfa Romeo (tehdy ještě jen A.L.F.A.). V Alfě nastoupil na pozici mechanika, ale o několik málo měsíců později se stal testovacím jezdcem. Odtud již neměl k závodění daleko.  Jeho prvním závodem byl v roce 1913 závod do vrchu Parma-Poggio di Berceto. V roce 1914 se stal senzací Targa Florio, kde skončil čtvrtý. Jeho prvním poválečným závodem byla opět Targa Florio, ale tentokrát se neumístil. 

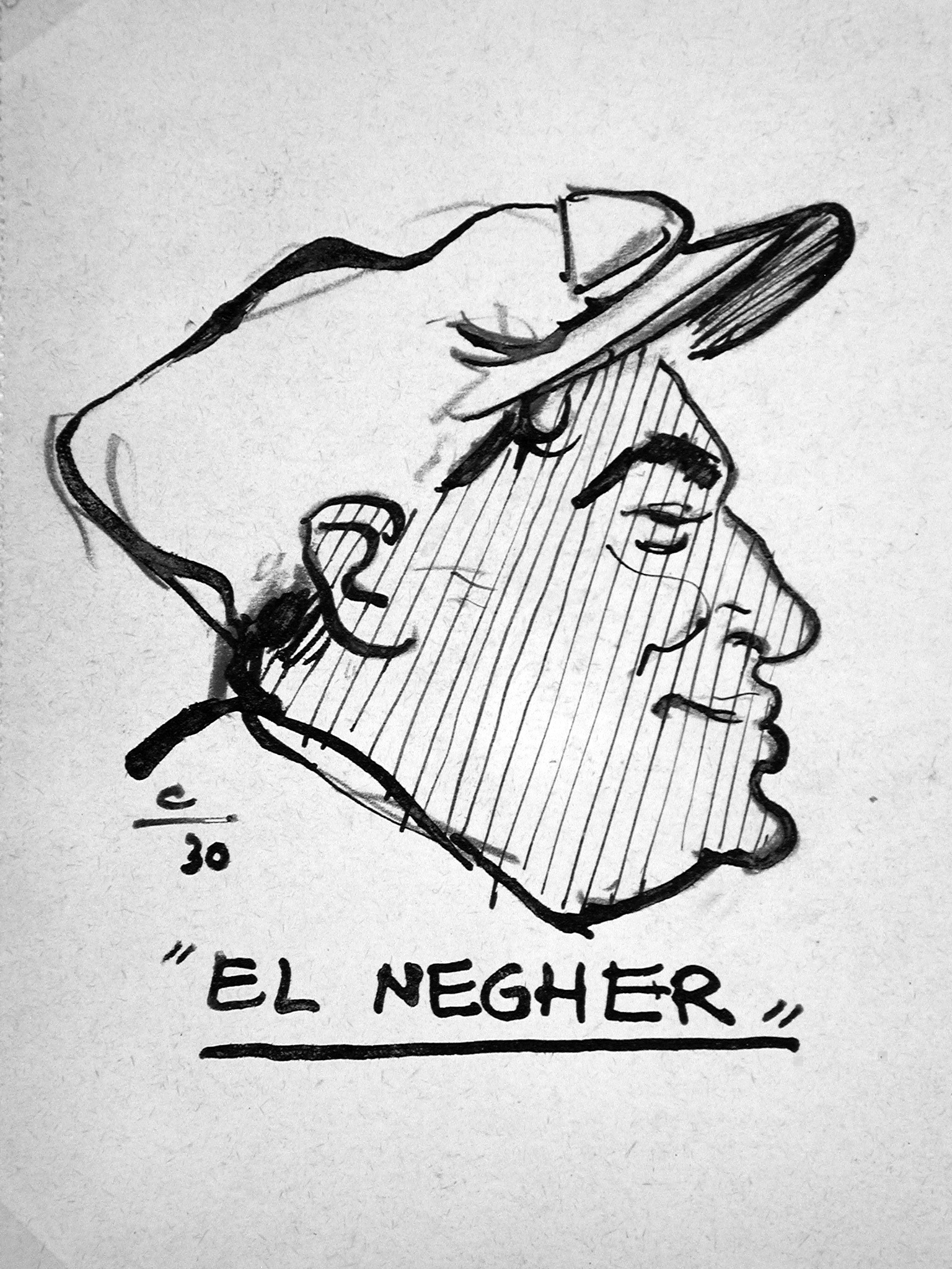
Giuseppe Campari, karikatura (1930)

Jen stěží bychom našli muže, který by vypadal méně jako závodní jezdec než Campari. Vážil přes 100 kg a jeho velkou životní radostí kromě závodění bylo dobré jídlo a hudební žánr Grand opera. Zavalitý chlapík byl zároveň fantastickým kuchařem. Byl ženatý se známou operní zpěvačkou Linou Cavallero a sám profesionálně zpíval v divadle Donizetti v Bergamu. V polovině 20. let 20. století koupil pěknou vilu poblíž milánského hipodromu (Ippodromo di San Siro) a stadionu San Siro (Stadio Giuseppe Meazza), kde se svou ženou žil. Nebylo neobvyklé, že prezentoval ukázky svého vlastního jemného barytonového hlasu zpíváním árií svým kolegům řidičům. Zpíval svým zářivým hlasem árie z Giuseppe Verdiho „Rigoletto“ a „Traviata“, z Ruggera Leoncavalla či z Giacoma Pucciniho „Pagliacci“ nebo „Tosca“, kdykoli se cítil povzneseně. Fanoušci mu říkali „El Negher“ (Černoch) kvůli černým vlasům, občasnému kníru a snědé, opálené pleti. Byl to talentovaný a oblíbený jezdec svými týmovými kolegy i diváky.

Giuseppe Campari závodil za Alfu Romeo 20 let. V roce 1920 Campari získal svůj a pro Alfu Romeo první triumf vítězstvím na toskánském okruhu Mugello na Alfě Romeo 40/60. V tomto roce také vyhrál několik závodů do vrchu. Své okruhové vítězství v Mugellu pak zopakoval příští rok a na Targa Florio dojel třetí. Revoluční vůz Alfa Romeo P 2 Monoposto, který zkonstruoval Vittorio Jano (1891–1965), Campari skutečně proslavil. Vůz dovedl k prvnímu vítězství na GP Francie 1924 v Lyonu. Campari byl na cestě k vítězství i v GP Francie 1925, ale odstoupil ze závodu, když bylo oznámeno, že Antonio Ascariho po havárii v tomto závodě zemřel. Ten rok skočil jako druhý na Velkých cenách v Monze a v Miláně. Poté, co se Alfa Romeo stáhla ze závodů GP, Campari nadále řídil své vozy jako nezávislý jezdec. Vyhrál v letech 1927-1928 a 1931 Velkou cenu Pescary (Coppa Acerbo) a dvakrát zvítězil v Mille Miglia v letech 1928-1929 spolu s Guiliem Ramponim. Campari se stal italským šampionem v závodech automobilů v letech 1928-1929 a 1931. Když 1. prosince 1929 vznikla Scuderia Ferrari, tak si Enzo Ferrari zajistil Campariho jako prvního jezdce týmu. Campari pokračoval střídavě v závodění za Scuderia Ferrari a SA Alfa Romeo. Od roku 1932 Campariho kariéra závodního jezdce začala ztrácet svůj lesk. V týmu s Nuvolarim, Caracciolou a Borzacchinim se ocitl až na čtvrtém místě a tak na začátku roku 1933 přešel k Maserati. Tam zaznamenal poslední velké vítězství ve Velké ceně Francie.

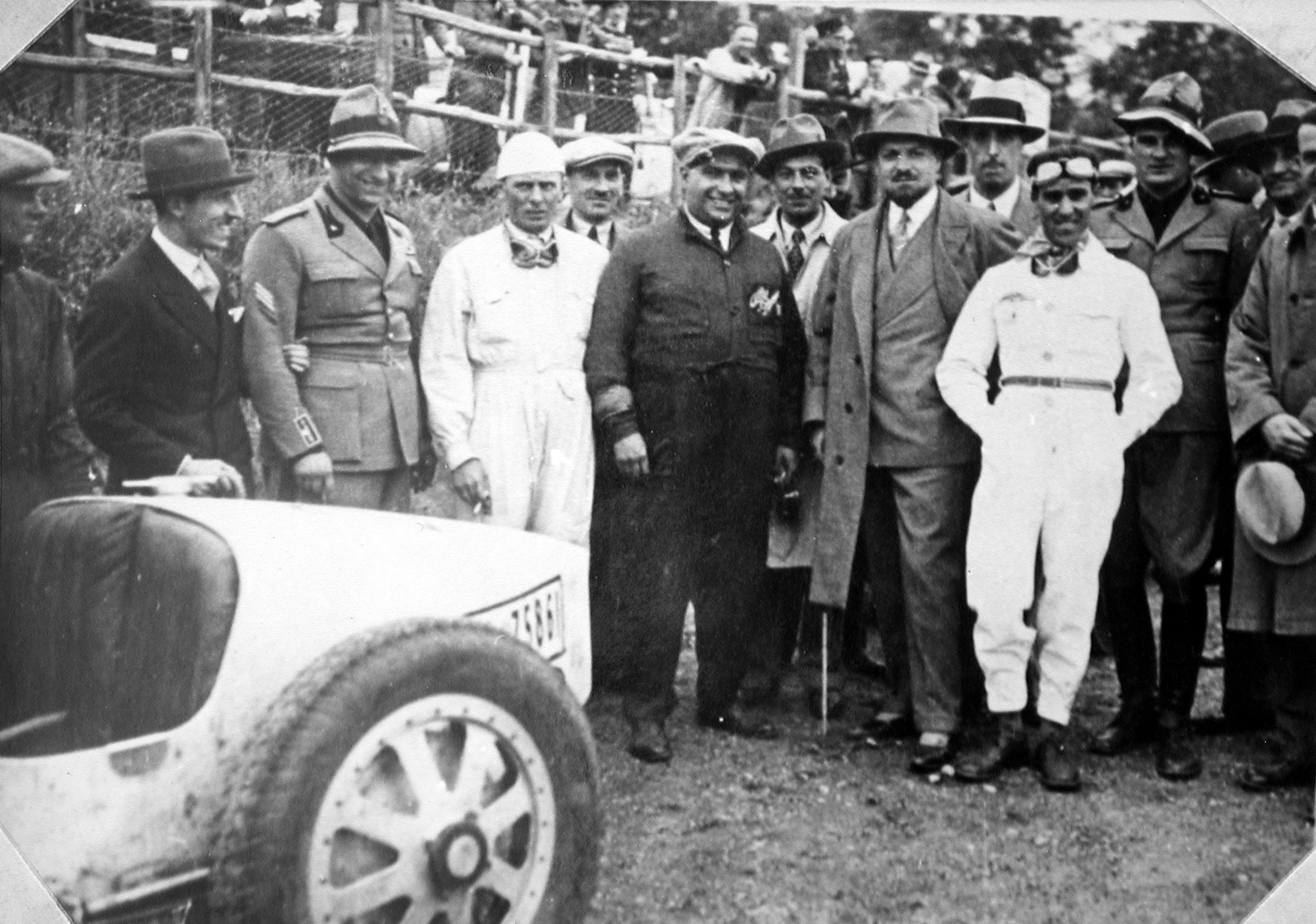
Piloti Alfa Romeo a Italo Balbo. Zleva Achille Varzi (4.), Giuseppe Campari (6.) a Tazio Nuvolari (10.) maršál Italo Balbo (8.) a Prospero Gianferrari (7.).

Campari získal čestný titul Cavalieri della Corona d´Italia (Rytíř Řádu italské koruny). Časopis Auto ve svém prosincovém čísle 1931 ale uvedl, že Campari dostal od italské vlády Řád italské koruny s titulem komandéra (Commendatore ?). To by znamenalo 3. nejvyšší stupeň tohoto řádu a ne nejnižší, 5. stupeň - rytíř. Jeho závodní činnost mu vynesla na odměnách i slušný majetek. Jednou řekl svému celoživotnímu příteli Enzo Ferrari ve svém milánském dialektu:“…mi vu a cuer e me disen de canta', vu a canta' e me disen de cuer…” („Chci závodit a říkají mi, abych zpíval, já chodím zpívat a říkají mi, abych závodil… “).
Campari se rozhodl na podzim 1933 opustit motoristické závody a místo toho soustředit veškeré své úsilí na operu. Byl zpět v Alfě, aby 10. září 1933 před domácím publikem na GP Monzy odjel svůj poslední závod. V prvním kole nezvládl řízení a auto přeletělo přes betonový okraj dráhy a pohřbilo jezdce pod sebou. Poté, co Campari přežil 20 let závodění bez větších zranění, byl rozdrcen pod svým převráceným vozem a okamžitě zemřel.

## Závodní kariéra
V roce 1913 ve věku 21 let získal pozoruhodné 2. místo ve třídě, celkově 6. místo, v závodě do vrchu Parma-Poggio di Berceto (1. ročník, 28. září, 53 km), kdy řídil vůz ALFA (Anonima Lombarda Fabbrica Automobili). V roce 1914 se zúčastnil 9. ročníku Targa Florio (Giro di Sicilia), vyčerpávajícího závodu dlouhého 979 km po pobřežních silnicích Sicílie, a o týden později obsadil úctyhodné 4. místo v závodu, který se konal rovněž na Sicílii na tzv. velkém okruhu 148,823 kilometrů dlouhém jako Coppa Florio (Floriův pohár). Další v celkovém pořadí 2. místo při závodě do vrchu Parma-Poggio di Berceto 25. června 1914 za tým SCAT Ernesta Ceirana bylo jeho posledním startem před vypuknutím první světové války a evropské závodění se na čtyři roky zastavilo. 
Automobilové závody byly po válečném konfliktu v Evropě obnoveny v roce 1919. Mezitím vznikla nová společnost Alfa Romeo (Anonima Lombarda Fabbrica Automobili Romeo), kterou založil a vlastnil italský inženýr a podnikatel Nicola Romeo (1876–1938). Campari se nejprve s vozem Alfa Romeo 40/60 HP 6,1 l zúčastnil 10. ročníku závodu Targa Florio, ale nedojel do cíle. Campari v roce 1920 vyhrál svůj první závod do vrchu Parma-Poggio di Berceto na voze Alfa Romeo 40/60 v čase 38:25,4 min (4. ročník, 30. května, 53 km) a 20. června skončil na 3. místě v závodě do vrchu Coppa della Consuma (u Florencie, 5. ročník, 16 km). S vozem Alfa Romeo 40/60 vyhrál v tomto i svůj první závod na okruhu. Bylo to 13. června na autodromu v Mugellu v Toskánsku, kde se konal 1. ročník závodu na tomto okruhu. Toto vítězství bývá označováno za první opravdu velký závodní úspěch firmy Alfy Romeo. 
Sezónu 1921 Campari zahájil ve svém milovaném závodě do vrchu Parma-Poggio di Berceto, kde 8. května obsadil 2. místo. Na Targa Florio (29. května) obsadil 3. místo za tým SA Italiana Ing. Nicola Romeo & C na Alfa Romeo 40/60, těsně za vítězným Fiatem hraběte Giulia Masettiho a Mercedesem německého jezdce Maxe Sailera. Vozy tentokráte musely ujet čtyři kola 108 km dlouhého okruhu Medium Madonie, tedy rovných 432 km.  V II. ročníku závodu na autodromu v Mugellu, který se konal 24. června 1921 Campari svoje vítězství zopakoval (opět Alfa Romeo 40/60). Na 2. místě skončil jistý Enzo Ferrari na Diattu 4DC. Na 1. ročníku Grand Prix Gentlemanů (I Gran Premio Gentlemen) v Brescii, který se konal 11. září, Campari sice nedojel na voze Alfa Romeo 1914 Grand Prix do cíle, ale zapsal si alespoň nejrychlejší kolo závodu. Odpadl jen jedno kolo před cílem z důvodu prasklého chladiče.

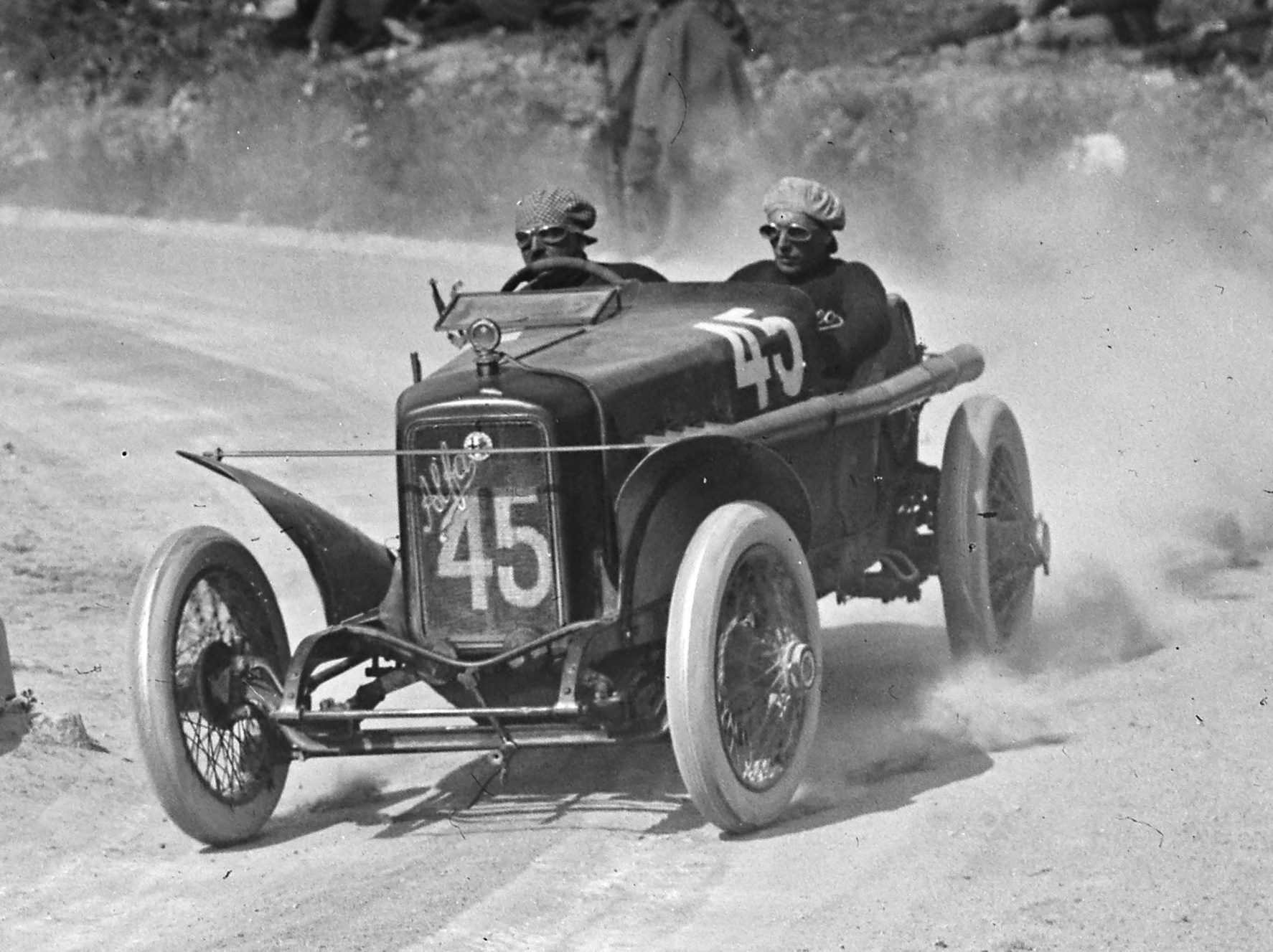
Giuseppe Campari na Alfa Romeo 40-60 HP při Targa Florio (1922)

V roce 1922 se mu na okruzích příliš nedařilo. Na Targa Florio 2. dubna sice dojel ale až na 11. místě (před ním skončil mj. 7. Otto Hieronimus, za ním 13. Otto Salzer, 16. Enzo Ferrari a 19. Alfred Neubauer). Team Alfa Romeo však obdržel pohár R. Biglia za nejlépe klasifikovaný tým. Na 3. ročníku závodu na autodromu v Mugellu 18. června se svým stárnoucím vozem Alfa Romeo 40/60 nedojel do cíle pro poškození vozu při nárazu a třetí skončil 30. července do kopce Aosta-Gran San Bernardo (3. ročník, délka 30,5 km) za Alfierim Maseratim na Isotta-Fraschini Spl 6,3 l. V Podzimní Velké ceně (Gran Premio d'Autunno) na Monze 22. října s vozem Alfa Romeo 20/30 ES (řadový čtyřválec 4,2 l) zajel nejrychlejší kolo závodu v 10. kole za 4:14,2 min tzn. 141,6 km/h, pak ale v 19. kole (ze 40) odpadl pro uvolněné kolo. V roce 1923 to nebylo o mnoho lepší. Na Targa Florio 15. dubna s vozem Alfa Romeo RLTF23 (řadový šestiválec 3 l) odpadl v průběhu 2. kola, když po 1. kole jel na 2. místě, a na dalších závodech v tomto roce nestartoval. Navíc 8. září 1923 jeho přítel Ugo Sivocci zahynul při tréninku na Grand Prix Itálie (jela se i jako Velká cena Evropy) v Monze, když řídil Alfa Romeo P1. Typ P1 měl šestiválcový motor OHC se zdvihovým objemem 1992 cm³ (vrtání ø 65 x zdvih 100 mm) o výkonu 70 kW/95 k při 5000 ot/min bez kompresoru a 85 kW/115 k při 5000 ot./min s přeplňováním. Alfa Romeo (SA Ital. Ing. Nicola Romeo) stáhla všechny přihlášené vozy P1 ze závodu jako projev respektu, Antonio Ascari a Campari se závodu tedy nezúčastnili.

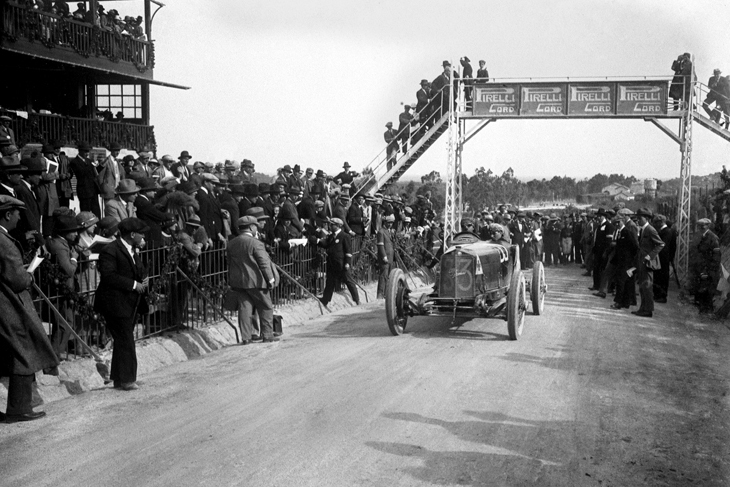
Campari s vozem Alfa Romeo RLTF na Targa Florio (1924)

Po "školních" létech 1919-1923 Campari dozrál a v období 1924-1932 byl skutečnou hvězdou závodních okruhů. Na Sicílii 27. dubna 1924 s vozem Alfa Romeo RLTF24 (řadový šestiválec 3 l) dojel na slušném 5. místě (Targa Florio, 432 km) a na 3. místě (Coppa Florio, 540 km). Na závodech do vrchu Dornach-Gempen u Basileje 18. května (6. ročník, 5,6 km) na závodní Alfě Romeo v čase 5:00,8 min Campari zvítězil v rekordu trati a 6. června v závodě Montreux-Caux, (2. ročník, 5,96 km) na voze Alfa Romeo 6C připojil další vítězství a opět v rekordu tratě. Největšího úspěchu své dosavadní závodní dráhy však dosáhl při Velké ceně Francie 1924 (současně jako 2. Velká cena Evropy, 810 km), která se 3. srpna konala v Lyonu. Tuto GP Campari překvapivě vyhrál v průměrné rychlosti 114,2 km/h, když řídil jeden ze tří nových dvoulitrových vozů Alfa Romeo P2 s Attiliem Marinonim jako spolujedoucím mechanikem. O minutu později projel cílem jako druhý Divo na Delage. Pro konstruktéra, inženýra Vittoria Jana to bylo první velké vítězství nového vozu P2 (osmiválcový motor 1989 cm³ o vrtání ø 61 x zdvih 85 mm a o výkonu 100 kW/140 k při 5500 ot/min s kompresorem. Na podzim při Velké ceně Itálie (19. října) démonické vozy P2 triumfovaly, obsadily prvá 4 místa a nikdo jiný z dalších 8 vozů do cíle nedojel. Campari společně s Presentim v tomto závodě obsadili 3. místo. V průběhu závodu totiž Campari náhle ochuravěl, a proto byl vystřídám náhradním řidičem.

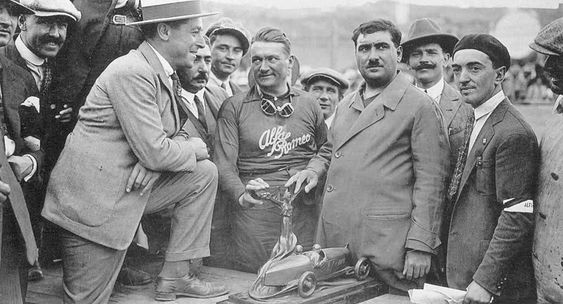
Antonio Ascari uprostřed (se svetrem "Alfa Romeo"). Napravo od něj je Giuseppe Campari (s malým knírem) s vítěznou cenou za GP Evropy (1924)

V roce 1925 na dále vylepšeném voze Alfa Romeo P2 (170 k/125 kW) závodil v továrním týmu SA Ital. Ing. Nicola Romeo. Na belgickém okruhu Spa-Francorchamps se 28. června konal 3. ročník Velké ceny Evropy (Grand Prix d'Europe). Třetí Velká cena Evropy v roce 1925 byla první akcí, která se konala ve Spa-Francorchamps pro závodní vozy Velkých cen.  Ascari vedl 800 kilometrů dlouhý závod od prvních kol. Campari zde dojel druhý. Obě Alfy v podstatě zvítězily systémem start-cíl a byly to jediné dva vozy, které dojely do cíle. V GP Francie 26. července se na okruhu Linas-Montlhéry zabil Antonio Ascari. Ascari, který vedl od prvního kola, průběžně zvyšoval svůj náskok a Campari na něj ztrácel každé kolo kolem 12 vteřin. Ve 20. kole asi po dvou hodinách závodu začalo mírně pršet. Ve 23. kole Ascari dostal smyk v zatáčce Straight of Saint Eutrope, vůz opustil trať a několikrát se převrátil. Při druhé otočce byl Ascari vymrštěn z vozu a po dopadu se vážně zranil. Bez ohledu na Ascariho havárii závod pokračoval a Campari pak držel vedení až do 40. kola. Během 40. kola, dvě hodiny po Ascariho nehodě, reproduktory oznámily, že Ascari zemřel při cestě do nemocnice. Campari odstoupil ze závodu a Alfa Romeo své vozy stáhla. Alfa Romeo vyslala své vozy až do Velké ceny Itálie, která se jela v Monze 6. září. Campari se okamžitě ujal vedení následovaný Kreisem, Brilli-Perim a De Paolem. Vedl až do 32. kola, kdy po zastávce v boxech se nechal vyměnit rezervním jezdcem Minozzim. V 35. kole Minozzi (na voze Campariho) zastavil v boxech a byl nahrazen Sozzim. V 57. kole Sozzi zastavil v boxech a řízení opět převzal Campari. Po více než 5 hodinách Campari/Minozzi/Sozzi dojeli na 2. místě za vítězným kolegou Gastonem Brilli-Perim (oba Alfa Romeo P2). Po sezoně 1925 prodala firma Alfa Romeo svoje dvoulitrové vozy soukromníkům, protože od roku 1926 vstoupila v platnost nová formule do 1,5 l. 
V roce 1926 Campari v podstatě nezávodil, protože Alfa neměla 1,5 l vůz schopný konkurence. Objevil se pouze v červenci na rychlostním testu ve Freiburgu. To bylo 31. července a na Dni rekordů Campari vyhrál třídu závodních vozů do 2 l se soukromou Alfou Romeo v čase 18,15 vt., což odpovídá rychlostnímu průměru 198,35 km/h. To byl nejlepší čas dne motocyklů i automobilů. Jeho výkon byl uznán za německý rekord. Dalších úspěchů dosáhl Campari až v roce 1927. Campari s tovární podporou (Alfa Romeo P2) se poprvé objevil na závodu v Itálii, poprvé po jeho dlouhé závodní nepřítomnosti od Monzy 1925. Vedl v Coppa Acerbo (4. ročník, 25 kol, 510 km) bez problémů od začátku do konce. Na Velké ceně Pescary (Coppa Acerbo) se svojí Alfa Romeo P2 6. srpna po téměř 5hodinovém závodu vyhrál a také zajel ve 3. kole (okruh měřil 25,5 km) nejrychlejší kolo závodu v čase 13:32,4 min. tzn. 113 km/h.
O týden později se zúčastnil (13.-14. srpna) závodu do vrchu Klausen za účasti 171 přihlášených konkurentů. Proslavený závod, jenž vzbuzoval pozornost celého automobilového světa, měl trať počínající v Linthale a končil těsně pod vrcholem průsmyku Klausen. Start byl ve výši 664 m n. m., cíl pak ve výši 1937 m n. m., výškový rozdíl činil 1237 m na trati 21,5 km dlouhé. Průměrné stoupání 6,21 %, nejvyšší pak 8,5 %. V závodních vozech (kat. do 2 l) zvítězil Campari na závodní Alfě v čase 17:42 min. V celkovém pořadí bez rozdílu kubatur zvítězil Louis Chiron na Bugatti T35B v čase 17:28 min. Ve Velké ceně Milána, která se uskutečnila 4. září na okruhu v Monze, se jela na 4 rozjížďky (50 km), ze kterých první 3 závodníci postupovali do finálové jízdy. Campari v 3. rozjížďce obsadil 2. místo a stejné 2. místo získal ve finálové jízdě za Pietrem Bordinem na novém Fiatu 806. Bordino se zabil o rok později (15. dubna 1928) při závodu v Alessandrii.

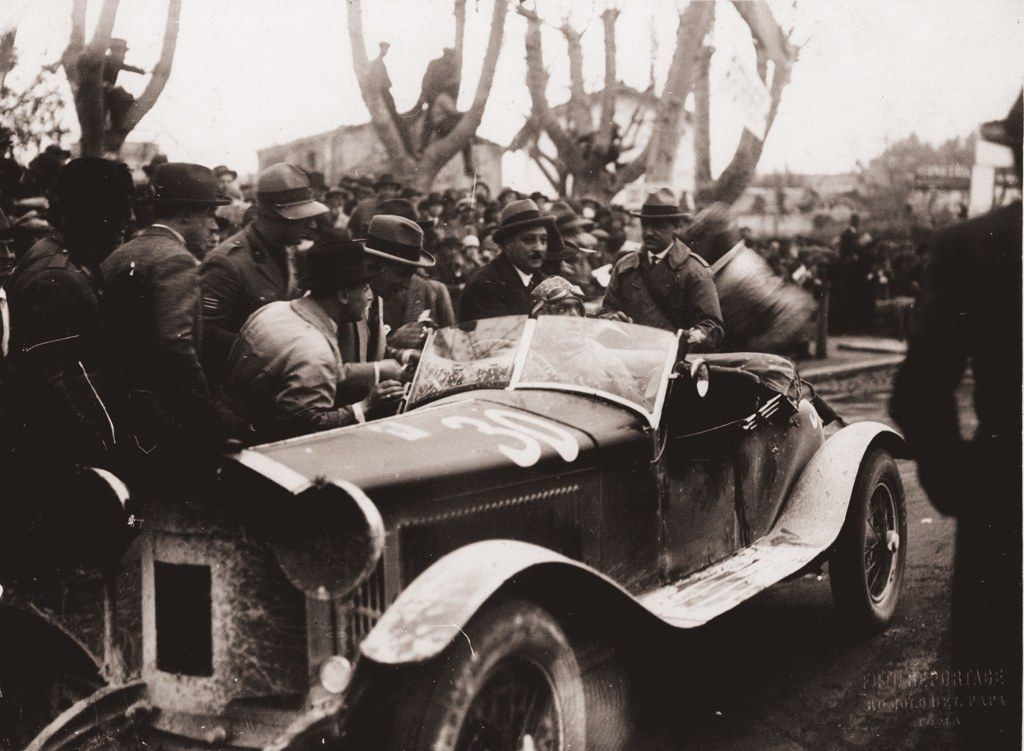
Vítězná posádka Campari-Ramponi (Alfa Romeo 6C 1500) závodu Mille Miglia (1928)

Při neoficiálním hodnocení 8 hlavních závodů Grand Prix roku 1928 Campari obsadil s jedním 1., dvěma 2. a jedním 3. místem v pomyslné tabulce 3. místo za Nuvolarim a Chironem, který toho roku zaznamenal 3 vítězné závody. Campari s novým sportovním vozem Alfa Romeo 6C 1500 MMS Spider Zagato (76 k/57 kW, 1,5 l s kompresorem) se spolujezdem Guiliem Ramponim vyhráli 1. dubna slavný závod Mille Miglia za 19:14:05, 8 h. Na Targa Florio (540 km) 6. května startovalo 37 vozů a Campari s tímto sportovním vozem dojel jako druhý o 1:37 min za Albertem Divem, který jel na závodním Bugatti T35B (140 k/103 kW, 2,3 l s kompresorem). Do závodu jezdci startovali jako obvykle v intervalech, proto o vítězi bylo rozhodnuto, až když poslední jezdec projel cílem. Když dojel Campari do cíle, byl oslavován jako vítěz, ale později se ukázalo, že to bylo předčasné, na trati byl ještě Albert Divo. Mnoho však nechybělo a Campari se mohl stát prvním závodníkem, který by vyhrál oba nejslavnější italské závody v jednom roce (Mille Miglia, Targa Florio). To se podařilo až v roce 1934 Varzimu. V tomto závodě, 19. ročníku Targa Florio dosáhla na svůj největší životní úspěch Eliška Junková, která na Bugatti T35B dojela na 5. místě. Další vítězství ve Velké ceně Pescary (Coppa Acerbo) na monopostu Alfa Romeo P2 připojil Campari 4. srpna, na Coppa Montenero u Livorna 19. srpna dojel na sportovní Alfě C6 1700 MMS jako třetí a na Velké ceně Evropy, která se jela 9. září v Monze na 600 km dojel Campari společně s Varzim na 2. místě za Chironem. V roce 1928 vyhrál Campari poprvé italský šampionát před Nuvolarim, vítězstvím v Coppa Acerbo, druhým místem na Targa Florio a společnou jízdou s Varzim ve Velké ceně Evropy v Monze, třetím v Monteneru a šestým v Cremoně, kde zajel nejrychlejší kolo za 21:35 min (175,1 km/h). Poslední závody sezony Cremona, Coppa Acerbo a Monzu odjel s Alfou Romeo P2 jako soukromý jezdec.

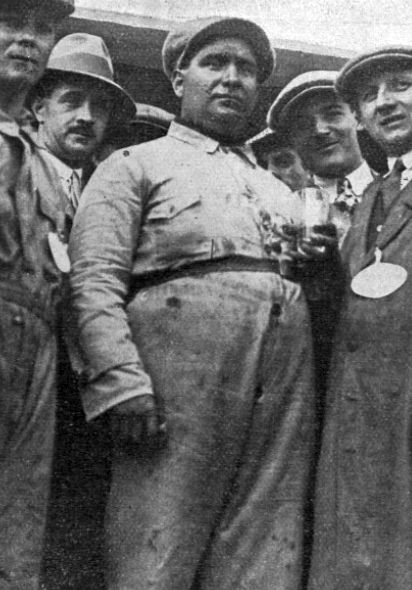
Guiseppe Campari na Targa Florio předčasně oslavován jako vítěz. Na trati byl ještě Albert Divo, který startoval o 40 minut za Camparim. Divo tento závod v roce 1928 vyhrál.

V roce 1929 významnějších úspěchů Campari nedosáhl mimo dalšího vítězství v Mille Miglia. Posádka Campari / Ramponi zopakovala 14. dubna své vítězství z roku 1928. To bylo na inovovaném voze Alfa Romeo 6C 1750 SS Spider Zagato se silnějším motorem a kompresorem (1,752 l, 85 k/63 kW) v průměrné rychlosti 90,7 km/h. Se starším modelem Alfa Romeo 6C 1500 Campari přihlášený v týmu F. W. Stilese obsadil 2. místo na anglické Tourist Trophy (23. srpna). Na závodech typu Grand Prix to už tak slavné nebylo. Na Targa Florio dojel 4. (5. května), na Mugellu 6. (9. června) a v Monteneru Coppa Ciano 3.(21. června). Všechny závody odjel v továrním týmu SA Ital. Ing. Nicola Romeo na vozech Alfa Romeo 6C 1750 (mimo Tourist Trophy). Ani roce 1930 Campari v žádné Velké ceně nezvítězil. Připsal si 4. místo na Targa Florio (4. května), 5. místo na Velké ceně Říma (25. května) a 2. místo na okruhu Montenero v závodě Coppa Ciano (3. srpna). Celou sezonu odjezdil s vozem Alfa Romeo 6C 1750 GS v továrním týmu Alfy. V závodech sportovních vozů sbíral pódiová umístění, 2x byl druhý (Irish GP Eireann Cup a Tourist Trophy, kde jel opět v týmu F. W. Stilese) a 2x třetí (Mille Miglia s Marinonim a na Circuito di Caserta, kde vyhrál třídu do 2 l).
Sezóna 1931 byla vrcholem Campariho kariéry. V tomto roce bylo poprvé vypsáno Mistrovství Evropy mezinárodní automobilovou asociací AIACR. Sezonu zahájil  o víkendu 11.-12. dubna na sportovním voze Alfa Romeo 6C 1750 GS, kdy společně s mechanikem Marinonim obsadili 2. místo v 5. ročníku závodu Mille Miglia (1670 km) a 10. května 4. místem na 22. ročníku Targa Florio, který se tentokráte odjel za silného deště a mlhy na zablácených silnicích. Ten rok se jelo na velkém okruhu Madonie (Grande Circuito delle Madonie, délka 146 km) na 5 kol, tj. na 584 km, i proto byl závod Targa Florio stále uznáván jako nejtěžší závod v Evropě. Vozy stáje Alfa Romeo obsadily 5 z 6 prvních míst. Zvítězil Tazio Nuvolari na novém osmiválci Alfa Romeo 8C 2300 před Baconinem Borzacchinim. Plejádu Alfy narušil pouze Achille Varzi na 3. místě s Bugatti T51. O 14 dnů později společně s Nuvolarim zvítězil 24. května v 9. Velké ceně Itálie na Monze. Závod se jel ve formě 10hodinového závodu s povoleným střídáním jezdců. Poté, co měl jeho spolujezdec Luigi Arcangeli během tréninku smrtelnou nehodu, tým Alfy plánoval odstoupit, ale Mussolini mu nařídil „závodit a vyhrát pro Itálii“. Campari závodil – a vyhrál! Vítězná posádka Campari/Nuvolari na voze Alfa Romeo 8C 2300 ujela za 10 h celkem 1547,55 km, když Campari v 24. kole zajel nejrychlejší kolo závodu za 3:32,8 min (169,2 km/h). V mistrovství Evropy (GP Itálie, Francie a Belgie) se po tomto závodu Campari ujal vedení (1 bod), protože Nuvolari ujel podstatně kratší část závodu (7 bodů). Vedení udržel i po Velké ceně Francie v Linas-Montlhéry (opět na 10 h), kdy jel na novém voze Alfa Romeo Monza (řadový osmiválec 2,3 l) společně Baconinem Borzacchinim. V závodě ujeli 1215,1 km a dojeli na 2. místě, za vítěznou posádkou Chiron/Varzi na Bugatti T51 (1258,8 km).

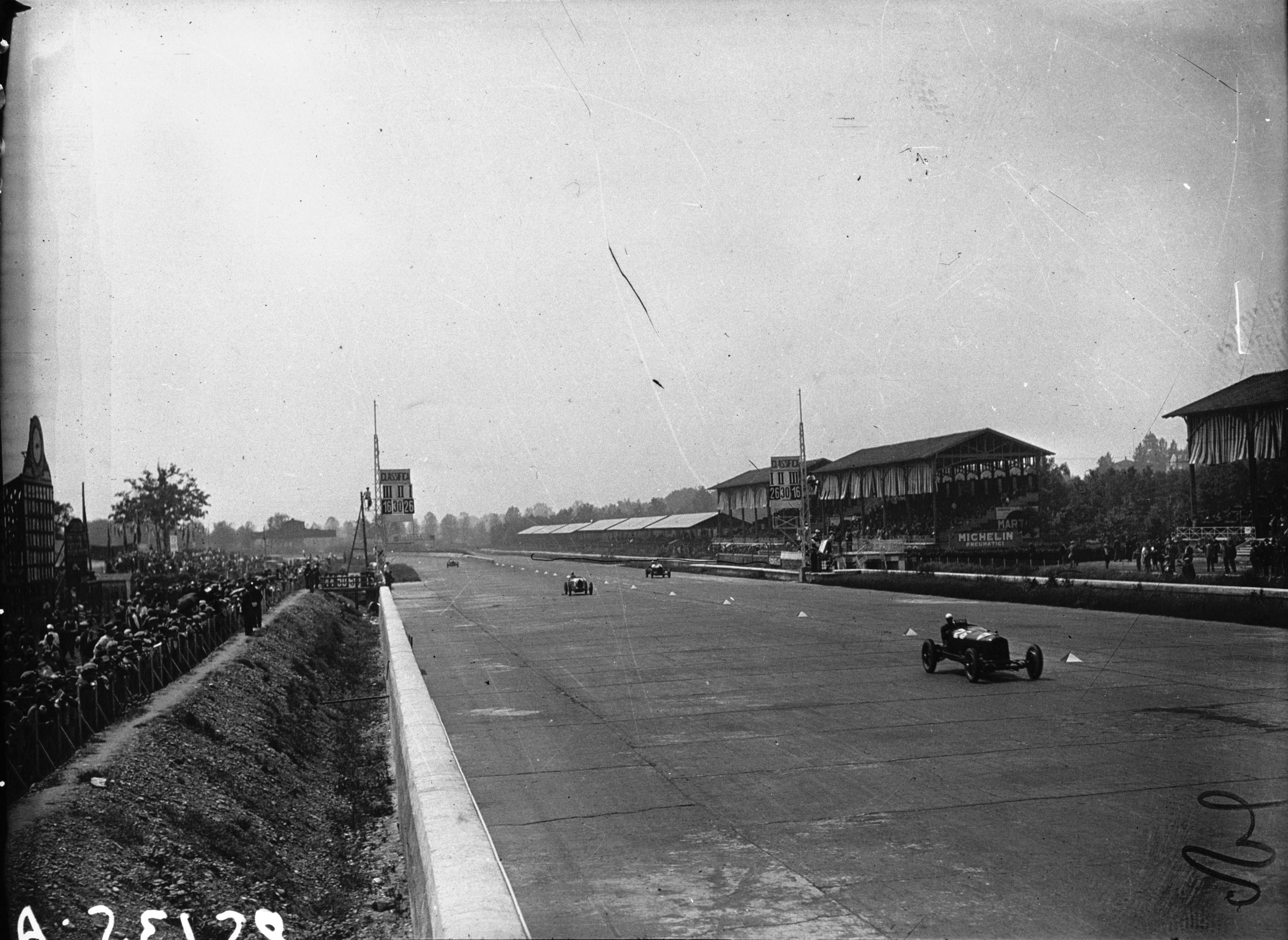
Giuseppe Campari na Velké ceně Itálie 1931

Ve Velké ceně Belgie (12. července) o vedení v mistrovství přišel, protože jeho Alfa v 41. kole vzplála a závod nedokončil. Zánik tohoto vozu byl popsán různými způsoby, což vyvolalo spekulace o tom, co se skutečně stalo. Jedna verze uváděla, že to bylo kvůli problémům s motorem. Přesnější byla zřejmě verze, že v rychlém a přímém úseku Campariho Alfa Romeo vzplanula. Campari přejel ke kraji vozovky a vyskočil z vozu, snažil se hasicím přístrojem vůz uhasit, ale to se mu nepodařilo. Plameny auto zcela úplně pohltily. Campariho bodový náskok před tímto závodem byl v mistrovství tak velký, že i umístění ve středu pole by mu zajistilo titul mistra Evropy. Jeho vůz před odpadnutím ale ujel jen 596 kilometrů (celkem za 3 GP ujel 3368,9 km). Camparimu výsledek v Belgii vynesl šest trestných bodů, čímž se vyrovnal Minoiamu v celkovém počtu devíti bodů. Předpisy v tomto případě stanovily, že o výsledku rozhodne vyšší celková ujetá vzdálenost. Zatímco Campari měl vynikající umístění v Monze a Montlhéry, ale ve Spa ho doprovázela smůla a ujel "málo". Ferdinando "Nando" Minoia v Itálii skončil 2., ve Francii 6. a v Belgii 3. To mu stačilo při rovnosti bodů a ujeté vzdálenosti v těchto závodech 3935,3 km na titul prvního mistra Evropy. Odměna byla významná: kromě cen v jednotlivých závodech získal Minoia jako mistr Evropy 150 000 franků.
V nemistrovských závodech skončil Campari 5. června na Velké ceně Irska na 2. místě, v Coppa Ciano (2. srpna) dojel na 4. místě a 16. srpna ve Velké ceně Pescary (Coppa Acerbo) na novém monopostu Alfa Romeo Tipo A (2x6 válců do V, 3,5 l) za stáj Scuderia Ferarari zvítězil. Po závodě v Coppa Ciano Campari překvapivě odešel od SA Alfy Romeo a přestoupil do stáje Enza Ferrariho, která závodila zprvu s vozy Alfa Romeo a potom s vozy Maserati. Uprostřed léta se ještě zúčastnil dvou závodů ve Velké Británii. V závodech sportovních vozů na Irish GP Eireann Cup (Phoenix Park) společně Ramponim 19. července na Maserati Tipo 26 dojeli jako druzí a 22. srpna na Tourist Trophy (okruh Ards) dojel Campari na Alfa Romeo 8C 2300 jako šestý. Sezonu Campari ukončil na 4. Velké ceně Monzy 6. září. To s novým monopostem Tipo A dojel ve 3. rozjížďce na 4. místě, ale do finálové jízdy nenastoupil, protože v předchozí jízdě zlomil řadicí páku. Za rok 1931, kdy získal v mistrovství Evropy 2. místo, byl oceněn i titulem italského šampiona. Při rovnosti bodů i zde rozhodlo doplňkové kritérium. Sportovní komise RACI (Reale Automobile Club d'Italia) rozhodla, že šampionát vyhrál Campari, protože vyhrál v nejdůležitějším závodě, ve Velké ceně Itálie.
Rok 1932 nebyl pro Campariho dobrým rokem. S Nuvolarim, Caracciolou a Borzacchinim v týmu SA Alfa Romeo jezdil jako 4. jezdec. Ve Velké ceně v Monaku 17. dubna obsadil až 10. místo, v Monze na Velké ceně Itálie (5. června) dojel s novým vozem Alfa Romeo Tipo B/P3 nejlépe v sezoně, na 4. místě. Ve Velké ceně Francie nestartoval (byl uveden pouze jako rezervní jezdec) a na Nürburgring (GP Německa, 17. června) vůbec nepřicestoval. V mistrovství Evropy, kam se započítávaly výsledky z Itálie, Francie a Německa, obsadil s 18 body dělené 7.-9. místo. V nemistrovském závodě Coppa Ciano obsadil se starším vozem Alfa Romeo Monza 3. místo a na Velké ceně Monzy sice vyhrál svoji, 3. rozjížďku (nejrychlejší kolo 3:19,4 min, 180,5 km/h), ale do finále neodstartoval, protože přední náprava jeho Alfy byla namontována na monopost Nuvolariho, který ji poškodil při incidentu v 2. rozjížďce. Nuvolari se stal mistrem Evropy i italským šampionem. Po sezoně 1932 stáj Alfa Romeo oficiálně odstoupila z účasti v závodech v roce 1933 a Campari opustil tým Scuderia Ferrari.

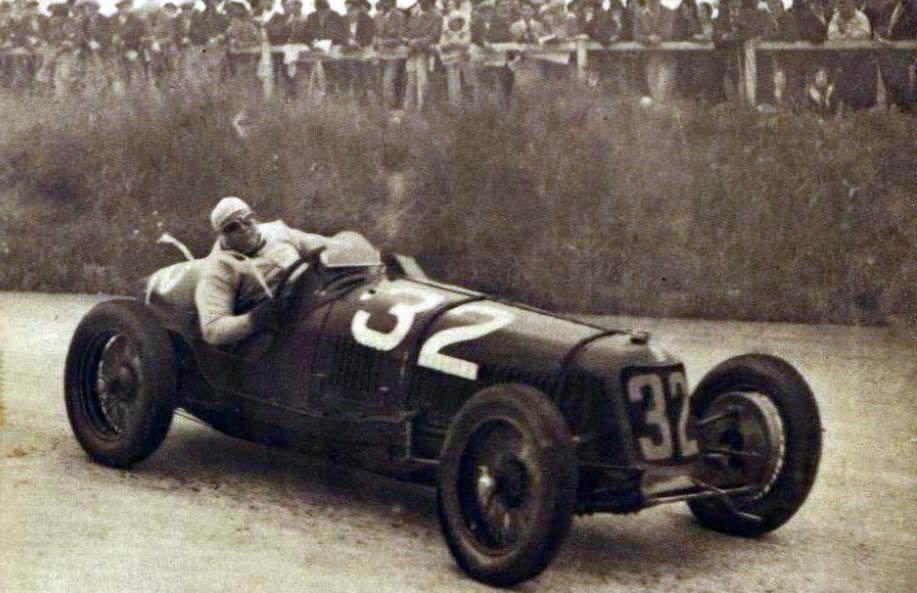
Giuseppe Campari vítěz Velké ceny Francie 1933

V roce 1933 více než 40letý Campari zaznamenal s Maserati již jen několik dobrých výsledků. Vrátil po několika letech (21. května) na závod vrchu Parma-Poggio di Berceto (9. ročník, 50,93 km) a obsadil s Maserati slušné 2. místo. Bezpečně největším z nich bylo vítězství ve Velké ceně Francie v Montlhéry 11. června, kdy zajel i nejrychlejší kolo závodu 5:23 min (139,3 km/h). To jel na soukromém voze Maserati 26M (8C-3000) (řadový osmiválec 3,0 l), když za sebou nechal 5 vozů Alfa Romeo Monza seřazených na 2.-6. místě (kompletní Ferrariho tým). Po závodě byl podán protest u sportovní komise proti Camparimu, protože Maserati bylo na zastávce v boxech roztlačeno dvěma mechaniky poté, co se nepodařilo nastartovat ho klikou. Takové jednání bylo v rozporu s předpisy. Komisaři rozhodli ve prospěch Campariho, který si udržel své první místo, a pouze ho potrestali pokutou 1000 franků. Ale 7. května na 7. Grand Prix v Tripolisu nedojel, nedokončil 2. června ani Velkou cenu Marny, kde z 2. místa v devátém kole odstoupil poté, co mu kámen zasáhl obličej a s lehkým zraněním oka v závodě nepokračoval. Nedojel pro menší havárii ani na svém oblíbeném závodě Coppa Acerbo (15. srpna), který v minulosti 3x vyhrál. Na stupně vítězů se postavil 31. července po 3. místě v Coppa Ciano s Maserati 4CM 2000 (řadový čtyřválec 2,0 l) a v posledním dokončeném závodě před Velkou cenou Monzy, když 6. srpna ve Velké ceně Nice dojel na 8. místě. Campari se čtyřválcovým Maserati jel pravidelně vyrovnaný závod, ale nedokázal držet krok s rychlostí předních závodníků na silnějších strojích.

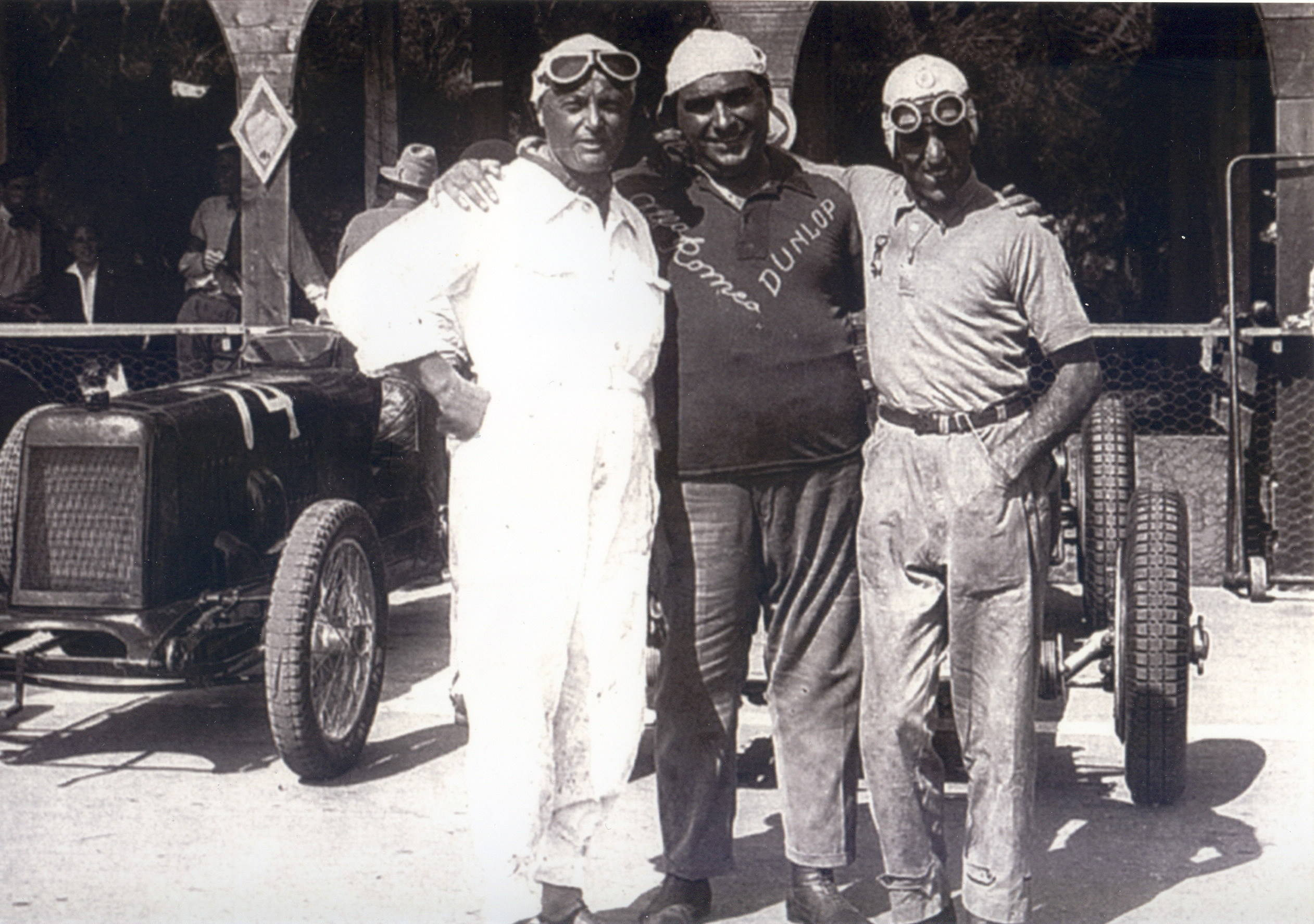
Coppa Ciano 1933 (zleva Borzacchini 4. - Campari 3. - Nuvolari 1.)

## Smrtelná havárie
Je povahou závodů Grand Prix, že jeho historie je protkaná několika tragickými dny. Málokdo na tom byl tak špatně jako 10. září 1933, kdy v Monze přišli o život tři přední jezdci (Campari, Baconin Borzacchini a Stanisław Czaykowski). Giuseppe Campari se toho dne chtěl rozloučit se závoděním, závodil v Monze naposledy před odchodem do závodnického důchodu. Ten den utrpěl první vážnou nehodu své 20leté kariéry a zaplatil za ni nejvyšší cenu.
Velká cena Monzy se stejně jako v minulých ročnících jela na jednotlivé rozjížďky vylučovacím způsobem, po nichž následovalo finále. Předehra k tragédii se odehrála již v 1. rozjížďce, když Carlu Felice Trossimu z vozu Duesenberg uprostřed klopené jižní zatáčky vytekl olej. Byl sice učiněn pokus odstranit olej, zatímco vozy pro 2. rozjížďku již čekaly na roštu. Byl pouze na něj nasypán písek, což bylo nedostatečné opatření, které vlastně celou situaci zhoršilo, protože olej na trati zůstal a písek ještě více snížil přilnavost. Campari a Borzacchini byli hlavními soupeři ze sedmivozového pole druhé rozjížďky.
Po opožděném startu 2. rozjížďky se Campari (Alfa Romeo Tipo B/P3) a Borzacchini (Maserati 8C-3000) okamžitě ujali vedení. Těsně je následovali Carlo Castelbarco a Barbieri, pak následovali Balestrero, Pellegrini a „Helle-Nice“. Jezdci ještě neodjeli první kolo, když k tragédii došlo. Campari a Borzacchini vjeli do jižní zatáčky rychlostí kolem 180 km/h. Campari dostal smyk, z pravé strany vyjel nahoru vlevo až k betonovému zábradlí, nějaký čas se odíral o opěrnou zeď, pak se převrátil a vyletěl z trati. Borzacchinimu, který vjížděl do zatáčky více vlevo, Campariho vůz přeťal dráhu. Pokusil se vyhnout Camparimu, ztratil kontrolu na vozem, dostal smyk a přeletěl přes okraj jako Campari. Campari byl okamžitě mrtev, rozdrcen pod převráceným autem. Borzacchni byl vymrštěn z vozu směrem na strom. Byl převezen do nemocnice v Monze, kde krátce po přijetí zemřel se zlomeninou páteře, rozdrceným hrudníkem a vnitřním krvácením. Podle jiné verze jel v čele Borzacchini, těsně sledován Camparim. V jižní zatáčce na jel Borzacchini na olej, jeho vůz se šíleně roztočil, převrhl se a pohřbil jezdce pod sebou. Campari v zoufalé snaze vyhnout se havarovanému vozu vyjel z dráhy a nalétl na strom. Byl okamžitě mrtev. Borzacchini zemřel krátce po převozu do nemocnice. Obě verze jsou v podstatě shodné až na to, že role smutných hrdinů tragédie navzájem zaměňují.
Závod pokračoval dál i 3. rozjížďkou. Do finálové jízdy nastoupilo 11 vozů. V čele jezdily dvě bugatky, hrabě Czaykowski a Lehoux.  Ale v osmém kole se Lehoux prohnal na prvním místě, zatímco Czaykowski chyběl. Jeho Bugatti Bugatti T54 (na tomto typu zahynul na Avusu v roce 1932 i Jiří Kristián Lobkowicz) havarovalo v jižní zatáčce jen o 50 metrů dále od místa, kde havarovali Campari a Borzacchini. Bugatti dostalo divoký smyk, převrátilo se přes vnější hranu dráhy, palivová nádrž explodovala a části vozu se rozlétly na všechny strany. Czaykowski vyletěl z vozu a narazil hlavou na kámen u trati. To ho téměř jistě okamžitě zabilo. Trosky Bugatti uvěznily řidiče pod sebou. Uhořel dříve, než mu někdo mohl přispěchat na pomoc. To byl konec závodu...

### Kompletní výsledky Giuseppa Campariho v Mistrovství EvropyAIACR
| Legenda k tabulce | Legenda k tabulce                                                                       |
| Barva             | Výsledek                                                                                |
| ----------------- | --------------------------------------------------------------------------------------- |
| Zlatá             | Vítěz                                                                                   |
| Stříbrná          | 2. místo                                                                                |
| Bronzová          | 3. místo                                                                                |
| Zelená            | Bodované umístění                                                                       |
| Modrá             | Nebodované umístění                                                                     |
| Modrá             | Dokončil neklasifikován (NC)                                                            |
| Fialová           | Odstoupil (Ret)                                                                         |
| Červená           | Nekvalifikoval se (DNQ)                                                                 |
| Červená           | Nepředkvalifikoval se (DNPQ)                                                            |
| Černá             | Diskvalifikován (DSQ)                                                                   |
| Bílá              | Nestartoval (DNS)                                                                       |
| Bílá              | Závod zrušen (C)                                                                        |
| Světle modrá      | Pouze trénoval (PO)                                                                     |
| Světle modrá      | Páteční testovací jezdec (TD)                                                           |
| Bez barvy         | Netrénoval (DNP)                                                                        |
| Bez barvy         | Vyřazen (EX)                                                                            |
| Bez barvy         | Nepřijel (DNA)                                                                          |
| Bez barvy         | Odvolal účast (WD)                                                                      |
| Bez barvy         | Nezúčastnil se (prázdné)                                                                |
| Označení          | Význam                                                                                  |
| Tučnost           | Pole position                                                                           |
| Kurzíva           | Nejrychlejší kolo                                                                       |
| †                 | Jezdec nedojel do cíle, ale byl klasifikován, protože odjel více než 90 % délky závodu. |
| ‡                 | Byl udělován poloviční počet bodů, protože bylo odjeto méně než 75 % délky závodu.      |
| Horní index       | Umístění bodujících jezdců ve sprintu                                                   |

| Rok  | Stáj          | Vůz                  | Motor                                | 1     | 2       | 3             | Pořadí v ME | Body |
| ---- | ------------- | -------------------- | ------------------------------------ | ----- | ------- | ------------- | ----------- | ---- |
| 1931 | SA Alfa Romeo | Alfa Romeo 8C-2300   | Alfa Romeo 2,3 l řadový osmiválec R8 | ITA 1 |         | BEL Ret (DNF) | 2           | 9    |
| 1931 | SA Alfa Romeo | Alfa Romeo Monza     | Alfa Romeo 2,3 l řadový osmiválec R8 |       | FRA 2   |               | 2           | 9    |
| 1932 | SA Alfa Romeo | Alfa Romeo Tipo B/P3 | Alfa Romeo 2,6 l řadový osmiválec R8 | ITA 4 | FRA DNS | GER DNS       | 7.-9.       | 18   |

Poznámka: Bodování Mistrovství Evropy bylo výrazně odlišné od dnešních závodů formule 1. V roce 1932 body byly udělovány takto: 1 bod na 1. pozici, 2 body na 2. pozici, 3 body za 3. místo, 4 body za 4. místo, 5 bodů za 5. místo, 6 bodů všem ostatním, co závod dojeli, a 7 bodů těm, kteří nestartovali (čili čím méně bodů, tím lepší pořadí).

## Vítězné závody Grand Prix
- Autodromo Mugello 1920, 1921
- Grand Prix Pescary (Coppa Acerbo) 1927, 1928, 1931
- Grand Prix Francie 1924, 1933
- Grand Prix Itálie 1931
- Mille Miglia 1928, 1929

## Galerie
Automobily, na kterých závodil Guiseppe Campari

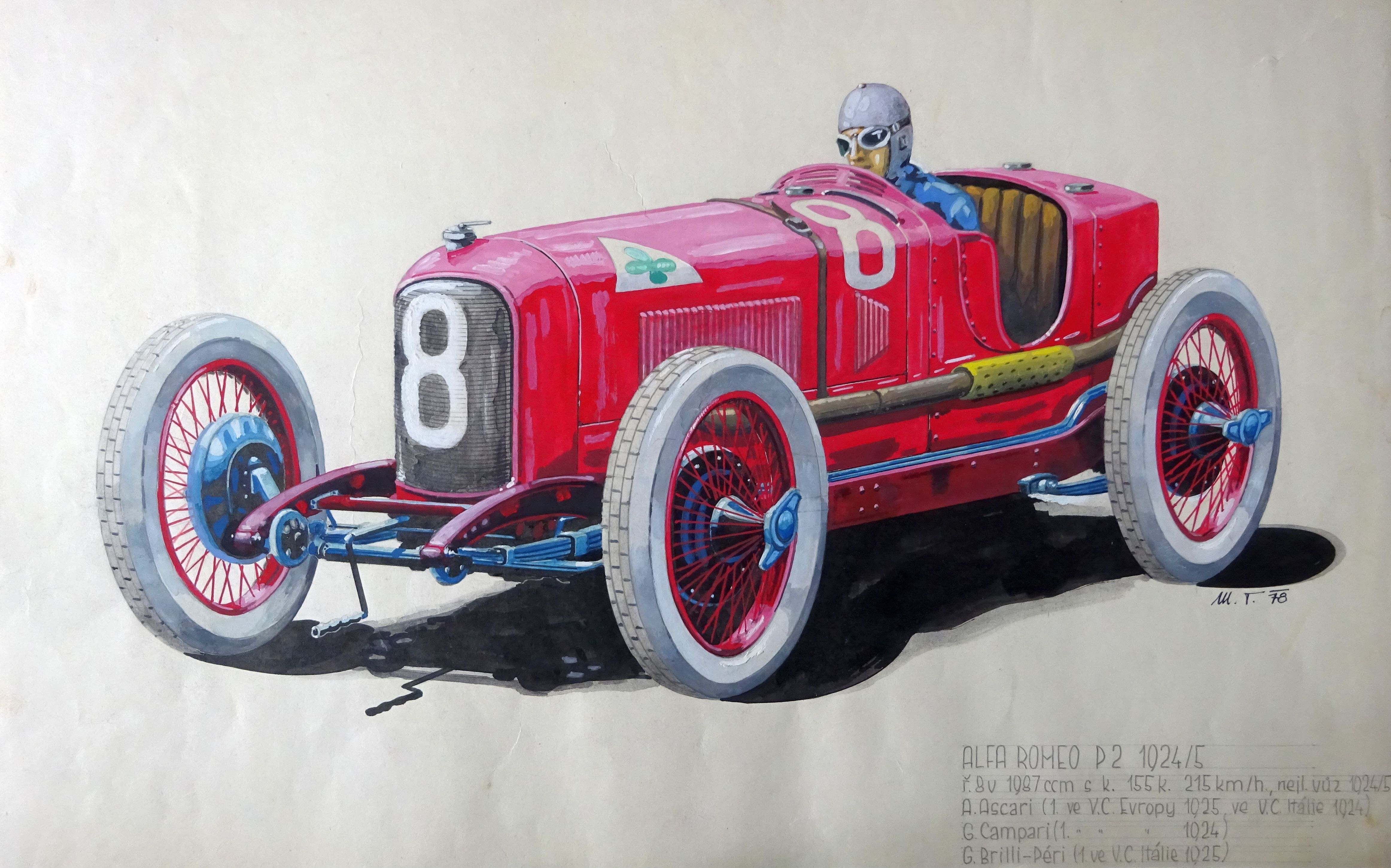
Alfa Romeo P2 (1924), Campari s tímto vozem jezdil v letech 1924-28
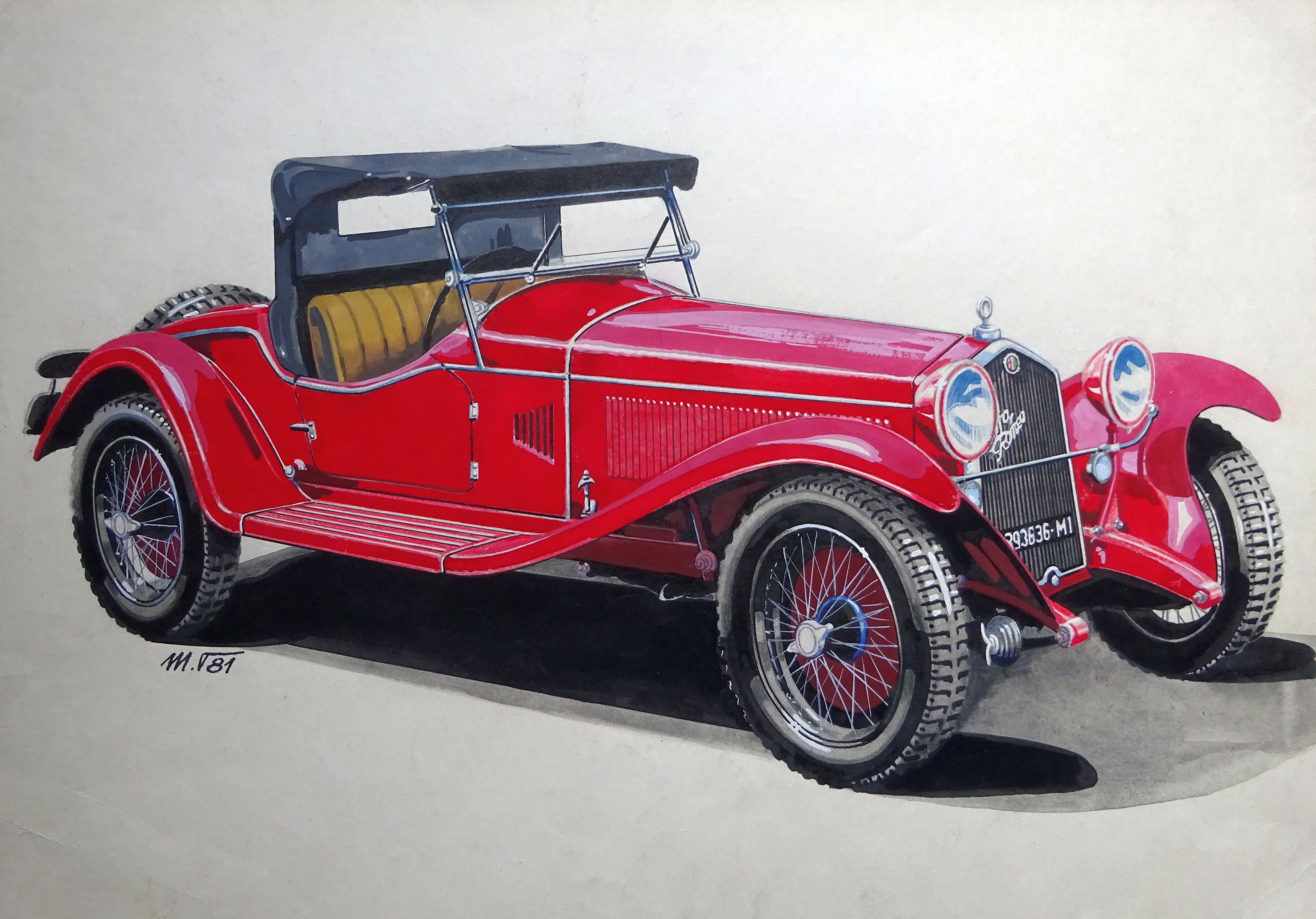
Alfa Romeo 6C 1750 GS (1930), Campari s tímto vozem závodil v letech 1930-31
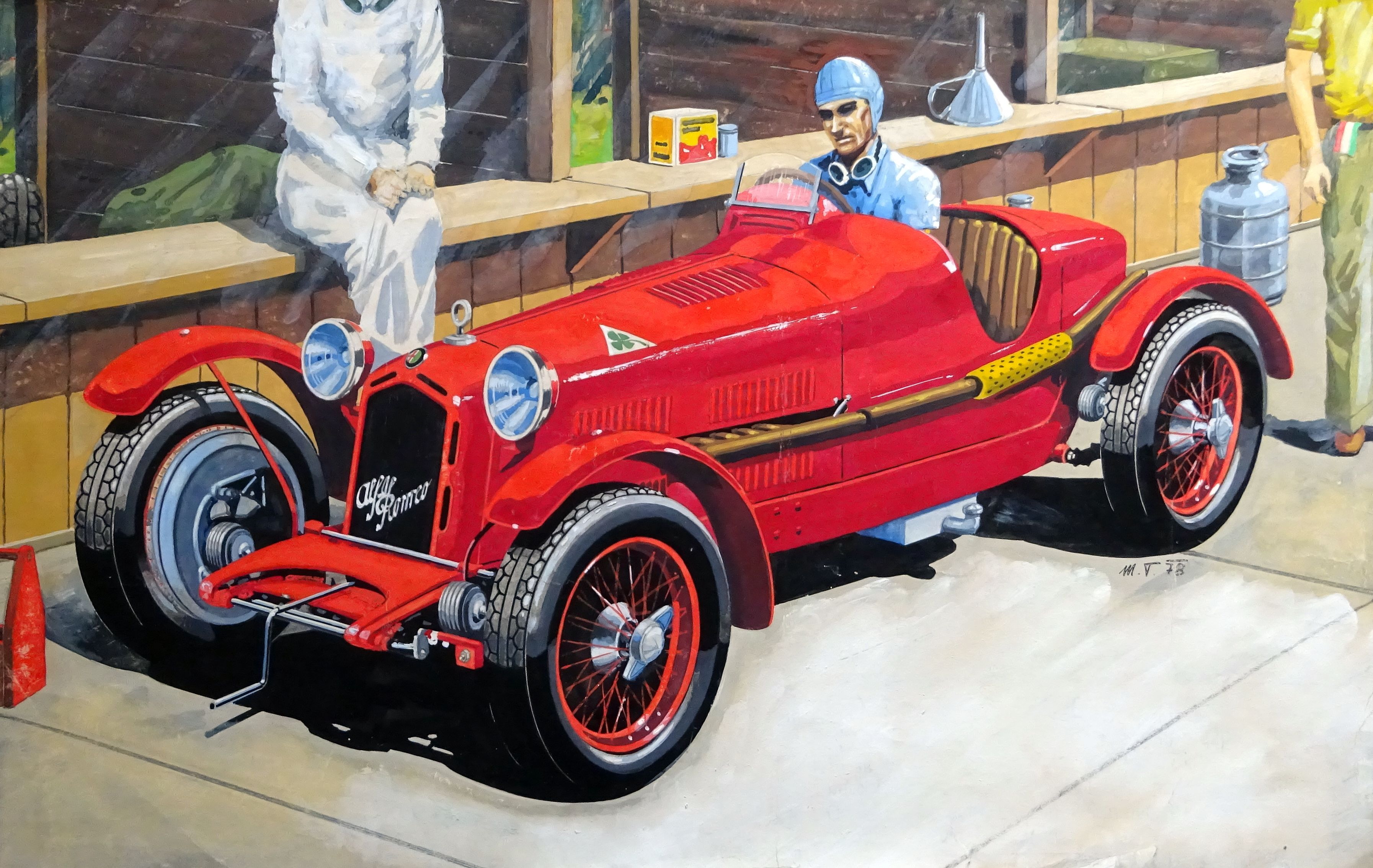
Alfa Romeo Monza (1931), Campari s tímto vozem závodil v letech 1931-32
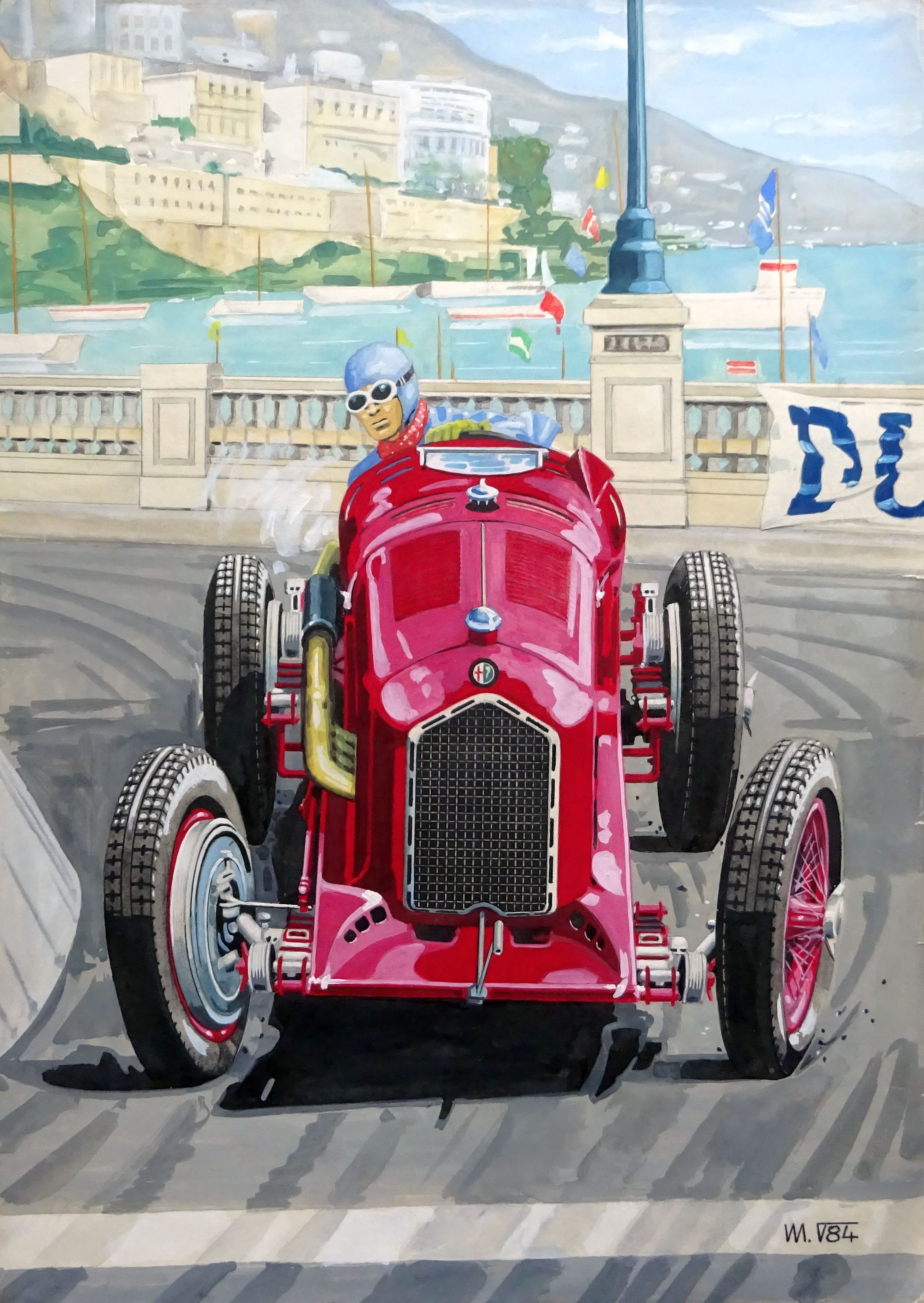
Alfa Romeo Tipo B/P3 (1932), Campari s tímto vozem jezdil v letech 1932-33